# Milan-San Remo 1955
La 46e édition de la course cycliste, Milan-San Remo a eu lieu le 19 mars 1955 et a été remportée par Germain Derijcke. Il s'impose au sprint devant ses trois compagnons d'échappés.

## Classement final
|    | Cycliste            | Équipe                 | Temps           |
| -- | ------------------- | ---------------------- | --------------- |
| 1  | Germain Derijcke    | Alcyon-Dunlop          | 7 h 03 min 46 s |
| 2  | Bernard Gauthier    | Mercier-BP-Hutchinson  | + 1 s           |
| 3  | Jean Bobet          | L. Bobet-BP-Hutchinson | + 3 s           |
| 4  | Mauro Gianneschi    | Arbos-Pirelli          | + 3 s           |
| 5  | Fiorenzo Magni      | Nivea-Fuchs            | + 26 s          |
| 6  | Rik van Steenbergen | Girardengo-Eldorado    | + 26 s          |
| 7  | Giorgio Albani      | Legnano                | + 26 s          |
| 8  | Gilbert Bauvin      | St. Raphael-Geminiani  | + 26 s          |
| 9  | Raphaël Géminiani   | St. Raphael-Geminiani  | + 26 s          |
| 10 | Bruno Monti         | -                      | + 26 s          |